# كينجسلي أميس
السير كينجسلي ويليام أميس، CBE (وُلِدَ في16 أبريل عام 1922م وتوفي في 22 أكتوبر 1995م) روائيًا وشاعرًا وناقدًا ومعلمًا إنجليزيًا. وقد كَتب ما يزيد عن عشرين رواية وستة دواوين شعرية إلى جانب المذكرات، كما ألّف العديد من القصص القصيرة والنصوص الدرامية للتليفزيون والإذاعة، كل هذا بالإضافة إلى أعماله في النقد الاجتماعي والأدبي. وطبقًا لما ذكره كاتب سيرته الذاتية ذاكري ليدر، فقد كان السدي إيمس «أحسن روائي كوميدي إنجليزي عاش في النصف الثاني من القرن العشرين.» وكينجسلي هو والد الروائي الإنجليزي مارتن إيمس.
وفي عام 2008م احتل كينجسلي إيمس المركز التاسع في قائمة جريدة التايمز لأعظم خمسين كاتب بريطاني منذ عام 1945.

## حياته وسيرته المهنية
وُلد كينجسلي أميس في 16 أبريل عام 1922 في كلافام، جنوب لندن، وهو الطفل الوحيد لوليام روبرت أميس (1889-1963)، موظف استقبال في مصنع كولمان لصلصة الخردل في مدينة لندن، وزوجته روزا آني (لوكاس قبل الزواج). كان أجداده (عائلة أميس) أثرياء. امتلك والد وليام أميس، تاجر الزجاج جوزيف جيمس أميس، قصرًا يُسمى بارشيستر في بورلي، ثم جزءًا من سوري. اعتبر أميس جاي. جاي. أميس -الذي يُطلق عليه دائمًا «باتر» أو «دادا»- «رجلًا مزعجًا وسريع الانفعال وسخيفًا» وأوضح أنه «كان يكرهه ويتنفر منه». كانت زوجته جوليا «كائنًا كبيرًا وفظيعًا وذات شعر وجه كثيف... كان [أميس] يبغضها ويخشاها. عاش والدا أمه في كامبرويل (والدها جامع متحمس للكتب المستخدمة يعمل في محل ملابس رجالية، وكان «الجد الوحيد الذي يكترث أميس لشأنه»). أَمِل أميس أن يرث الكثير من مكتبة جده، لكن سمحت له جدته بأخذ خمسة مجلدات فقط، بشرط أن يكتب «من مجموعة جده» على الصفحة البيضاء في كل منها.
ترعرع أميس في نوربيري؛ إنها في تقديره اللاحق «ليست مكانًا حقًا، إنها تعبير على خريطة [-] يجب حقًا أن أقول إن أصلي من محطة نوربيري». في عام 1940، انتقل أميس إلى بيركهامستد، هيرتفوردشاير. تلقى تعليمه في مدرسة مدينة لندن (كما هو الحال مع والده) عن طريق منحة دراسية، بعد عامه الأول، وفي أبريل عام 1941، قُبل في كلية سانت جون، أكسفورد، أيضًا عن طريق منحة دراسية، حيث درس اللغة الإنجليزية.

## وصلات خارجية
- كينجسلي أميس على موقع IMDb (الإنجليزية)
- كينجسلي أميس على موقع الموسوعة البريطانية (الإنجليزية)
- كينجسلي أميس على موقع ميوزك برينز (الإنجليزية)
- كينجسلي أميس على موقع إن إن دي بي (الإنجليزية)
- كينجسلي أميس على موقع ديسكوغز (الإنجليزية)
- كينجسلي أميس على موقع قاعدة بيانات الفيلم (الإنجليزية)

كينجسلي أميس  على قاعدة بيانات الخيال التأملي على الإنترنت
- Guardian Books "Author Page", with profile and links to further articles.
- Michael Barber (Winter 1975). "Kingsley Amis, The Art of Fiction No. 59". The Paris Review. مؤرشف من الأصل في 2016-10-29.
- "The old devil" – article on Amis by Mark Steyn in The New Criterion
- The Amis Inheritance—Profile on Martin and Kingsley Amis by Charles McGrath from New York Times Magazine (22 April 2007).
- Kingsley Amis Collection at the Harry Ransom Center at the University of Texas at Austin.
- Kingsley Amis Literary Estate